# Kristina Barrois
Kristina Barrois (Ottweiler, 30 de Setembro de 1981) é uma ex-tenista profissional alemã, em 2011 ela atingiu seu melhor ranking na WTA como 57° do mundo.

## WTA finais

### Simples (0–2)
| Legenda                             |
| ----------------------------------- |
| Grand Slam (0–0)                    |
| WTA Tour Championships (0–0)        |
| Premier Mandatory & Premier 5 (0–0) |
| Premier (0–0)                       |
| International (0–2)                 |

| Finais por Piso |
| --------------- |
| Duro (0–0)      |
| Saibro (0–2)    |
| Grama (0–0)     |
| Carpete (0–0)   |

| Resultado | N. | Data          | Torneio                                          | Piso   | Oponente                | Placar   |
| --------- | -- | ------------- | ------------------------------------------------ | ------ | ----------------------- | -------- |
| Vice      | 1. | 22 Maio 2010  | Internationaux de Strasbourg, Strasbourg, França | Saibro | Maria Sharapova         | 5–7, 1–6 |
| Vice      | 2. | 30 Abril 2011 | Estoril Open, Estoril, Portugal                  | Saibro | Anabel Medina Garrigues | 1–6, 2–6 |

### Duplas (1–3)
| Legenda                             |
| ----------------------------------- |
| Grand Slam (0–0)                    |
| WTA Tour (0–0)                      |
| Premier Mandatory & Premier 5 (0–0) |
| Premier (0–1)                       |
| International (1–2)                 |

| Finais por Piso |
| --------------- |
| Duro (1–1)      |
| Saibro (0–2)    |
| Grama (0–0)     |
| Carpete (0–0)   |

| Resultado | N. | Data            | Torneio                                        | Piso       | Parceira         | Oponentes                          | Placar           |
| --------- | -- | --------------- | ---------------------------------------------- | ---------- | ---------------- | ---------------------------------- | ---------------- |
| Vice      | 1. | 24 Abril 2011   | Porsche Tennis Grand Prix, Stuttgart, Alemanha | Saibro (i) | Jasmin Wöhr      | Sabine Lisicki Samantha Stosur     | 1–6, 6–7(5–7)    |
| Vice      | 2. | 21 Julho 2013   | Gastein Ladies, Bad Gastein, Áustria           | Saibro     | Eleni Daniilidou | Sandra Klemenschits Andreja Klepač | 1–6, 4–6         |
| Vice      | 3. | 20 Outubro 2013 | Luxembourg Open, Luxemburgo                    | Duro (i)   | Laura Thorpe     | Stephanie Vogt Yanina Wickmayer    | 6–7(2–7), 4–6    |
| Campeã    | 1. | 18 Outubro 2014 | Luxembourg Open, Luxemburgo                    | Duro (i)   | Timea Bacsinszky | Lucie Hradecká Barbora Krejčíková  | 3-6, 6-4, [10-4] |